# Ciclismo ai Giochi della XXXIII Olimpiade - BMX femminile
Le gare di BMX femminile ai Giochi della XXXIII Olimpiade di Parigi si sono svolte dal 1° al 2 agosto 2024 presso il Velodromo di Saint-Quentin-en-Yvelines di Montigny-le-Bretonneux. Alla competizione hanno preso parte 24 atlete in rappresentanza di 17 nazioni.
La competizione è stata vinta dall'australiana Saya Sakakibara, mentre l'olandese Manon Veenstra e la svizzera Zoé Claessens hanno ottenuto rispettivamente la medaglia d'argento e di bronzo.

## Qualificazioni
Per le gare di BMX, ogni Comitato olimpico nazionale può essere rappresentato da un massimo di tre atleti qualificati. Le quote sono assegnate al Comitato, il quale poi seleziona gli atleti per le competizioni. In totale erano disponibili 24 quote, distribuite come segue:
- Classifica UCI nazioni (17 posti): i primi due migliori Comitati olimpici, per classifica degli atleti, ottengono tre posti. I comitati dal terzo al quinto ne ottengono due, mentre quelli dal sesto al decimo posto ne ottengono uno solo. Viene garantita la regola di almeno un partecipante a continente.
- Classifica UCI individuale (3 posti): escludendo l'Europa e l'Oceania, viene conferita una quota al Comitato olimpico nazionale in base ai posizionamenti ottenuti nei Campionati continentali di Africa, Asia e Americhe.
- Campionati del mondo di BMX del 2023 e del 2024 (4 posti): i quattro posti rimanenti vengono assegnati ai migliori ciclisti di BMX in base ai risultati ottenuti ai Campionati del mondo di BMX del 2023, tenutisi a Glasgow, e del 2024, svoltisi a Rock Hill nella Carolina del Sud.
- Paese ospitante (1 posto): alla Francia, il Paese ospitante per le Olimpiadi del 2024, viene garantito un posto.

## Formato di gara
Le gare di BMX sono suddivise in quattro turni: quarti di finale, ripescaggi (definiti "Gara ultima chance"), semifinali e le finali. Per ogni turno, gli alteti percorrono un percorso di circa 400 metri, con salti e curve sopraelevate. La competizione è organizzata come segue:
- Quarti di finale: suddivisi in tre batteria da otto atleti ciascuna. Ogni batteria prevede tre manche a seguito delle quali si assegna un punteggio in base alla posizione ottenuta (1 punto per il vincitore, 2 punti per il secondo posto e così via). I sei migliori atleti di ogni batteria, per un totale di 12, avanzano alle semifinali, mentre coloro che si sono classificati tra la posizione 13 e 20 ottengono un'ultima possibilità di qualificazione.
- Gara ultima chance: gli otto atleti in gara effettuano una sola corsa e i migliori quattro accedono alle semifinali, mentre i restanti quattro vengono eliminati dalla competizione.
- Semifinali: suddivise in due batterie da otto atleti ciascuna. Come per i quarti, ogni batteria è suddivisa in tre manche e viene assegnato un punteggio in base alle posizioni ottenute. I primi quattro ciclisti di ogni batteria, per un totale di otto, accedono alla finale, mentre i rimanenti vengono eliminati. Nel caso di parità di punteggio, il pareggio viene risolto considerando il tempo impiegato nella gara.
- Finale: gli otto atleti rimanenti si sfidano in una sola corsa per ottenere le tre medaglie in palio.

## Programma
| Data           | Ora (UTC+2) | Turno            |
| -------------- | ----------- | ---------------- |
| 1º agosto 2024 | 20:20       | Quarti di finale |
| 1º agosto 2024 | 22:15       | Ultima chance    |
| 2 agosto 2024  | 20:15       | Semifinali       |
| 2 agosto 2024  | 21:50       | Finale           |
| Fonte:         |             |                  |

## Risultati

### Quarti di finale
| Pos.   | Atleta            | Paese         | Manche 1 | Manche 1    | Manche 2 | Manche 2      | Manche 3 | Manche 3    | Totale | Note |
| Pos.   | Atleta            | Paese         | Batteria | Tempo       | Batteria | Tempo         | Batteria | Tempo       | Totale | Note |
| ------ | ----------------- | ------------- | -------- | ----------- | -------- | ------------- | -------- | ----------- | ------ | ---- |
| 1      | Saya Sakakibara   | Australia     | 1        | 34.549 (1)  | 1        | 34.376 (1)    | 1        | 34.515 (1)  | 3      | Q    |
| 2      | Beth Shriever     | Gran Bretagna | 3        | 34.688 (2)  | 2        | 34.421 (2)    | 2        | 34.590 (2)  | 3      | Q    |
| 3      | Alise Willoughby  | Stati Uniti   | 2        | 35.459 (4)  | 3        | 35.033 (3)    | 3        | 35.483 (4)  | 3      | Q    |
| 4      | Molly Simpson     | Canada        | 3        | 35.752 (5)  | 2        | 35.508 (6)    | 1        | 35.311 (3)  | 7      | Q    |
| 5      | Manon Veenstra    | Paesi Bassi   | 1        | 35.872 (6)  | 1        | 35.042 (4)    | 3        | 35.520 (5)  | 7      | Q    |
| 6      | Laura Smulders    | Paesi Bassi   | 1        | 35.076 (3)  | 3        | 35.728 (9)    | 3        | 35.792 (8)  | 8      | Q    |
| 7      | Daleny Vaughn     | Stati Uniti   | 2        | 36.099 (9)  | 3        | 36.482 (14)   | 2        | 36.360 (10) | 8      | Q    |
| 8      | Zoé Claessens     | Svizzera      | 3        | 36.018 (8)  | 2        | 35.423 (5)    | 2        | 36.393 (11) | 8      | Q    |
| 9      | Lauren Reynolds   | Australia     | 1        | 35.952 (7)  | 1        | 35.564 (7)    | 1        | 35.589 (6)  | 10     | Q    |
| 10     | Merel Smulders    | Paesi Bassi   | 1        | 36.137 (10) | 3        | 35.760 (10)   | 3        | 35.649 (7)  | 11     | Q    |
| 11     | Nadine Aeberhard  | Svizzera      | 3        | 36.588 (12) | 1        | 35.654 (8)    | 2        | 37.099 (17) | 15     | Q    |
| 12     | Axelle Étienne    | Francia       | 3        | 36.354 (11) | 2        | 1:00.895 (24) | 1        | 36.050 (9)  | 16     | Q    |
| 13     | Gabriela Bolle    | Colombia      | 3        | 38.211 (20) | 2        | 37.266 (17)   | 2        | 36.593 (12  | 16     | q    |
| 14     | Mariana Pajón     | Colombia      | 2        | 37.832 (19) | 1        | 35.847 (11)   | 2        | 36.823 (14) | 16     | q    |
| 15     | Paola Reis        | Brasile       | 1        | 37.101 (14) | 2        | 36.259 (12)   | 1        | 36.998 (15) | 16     | q    |
| 16     | Malene Kejlstrup  | Danimarca     | 2        | 37.270 (16) | 3        | 36.762 (15)   | 3        | 37.629 (20) | 16     | q    |
| 17     | Leila Walker      | Nuova Zelanda | 2        | 36.974 (13) | 1        | 36.288 (13)   | 1        | 38.347 (22) | 17     | q    |
| 18     | Veronika Stūriška | Lettonia      | 1        | 37.206 (15) | 3        | 37.007 (16)   | 3        | 37.120 (18) | 19     | q    |
| 19     | Aiko Gommers      | Belgio        | 3        | 37.315 (17) | 2        | 37.329 (18)   | 1        | 37.362 (19) | 19     | q    |
| 20     | Sae Hatakeyama    | Giappone      | 1        | DNF (24)    | 1        | 37.953 (19)   | 1        | 36.720 (13) | 20     | q    |
| 21     | Alina Beck        | Germania      | 2        | 38.371 (21) | 3        | 39.874 (21)   | 3        | 37.017 (16) | 20     |      |
| 22     | Felicia Stancil   | Stati Uniti   | 2        | 37.732 (18) | 1        | 46.155 (23)   | 2        | 37.763 (21) | 20     |      |
| 23     | Shanayah Howell   | Aruba         | 3        | 39.325 (22) | 3        | 38.889 (20)   | 2        | 39.492 (23) | 23     |      |
| 24     | Miyanda Maseti    | Sudafrica     | 2        | 43.011 (23) | 2        | 42.401 (22)   | 3        | 43.210 (24) | 23     |      |
| Fonte: |                   |               |          |             |          |               |          |             |        |      |

### Ultima chance
| Pos.   | Atleta            | Paese         | Tempo    | Note |
| ------ | ----------------- | ------------- | -------- | ---- |
| 1      | Mariana Pajón     | Colombia      | 36.015   | Q    |
| 2      | Sae Hatakeyama    | Giappone      | 37.068   | Q    |
| 3      | Gabriela Bolle    | Colombia      | 37.373   | Q    |
| 4      | Malene Kejlstrup  | Danimarca     | 37.375   | Q    |
| 5      | Aiko Gommers      | Belgio        | 37.819   |      |
| 6      | Leila Walker      | Nuova Zelanda | 38.362   |      |
| 7      | Paola Reis        | Brasile       | 2:14.343 |      |
| 8      | Veronika Stūriška | Lettonia      | 2:15.767 |      |
| Fonte: |                   |               |          |      |

### Semifinali
| Pos.   | Atleta           | Paese         | Manche 1 | Manche 1   | Manche 2 | Manche 2   | Manche 3 | Manche 3   | Totale | Note |
| Pos.   | Atleta           | Paese         | Batteria | Tempo      | Batteria | Tempo      | Batteria | Tempo      | Totale | Note |
| ------ | ---------------- | ------------- | -------- | ---------- | -------- | ---------- | -------- | ---------- | ------ | ---- |
| 1      | Saya Sakakibara  | Australia     | 1        | 34.162 (1) | 1        | 34.847 (1) | 2        | 34.189 (1) | 3      | Q    |
| 2      | Beth Shriever    | Gran Bretagna | 2        | 34.297 (1) | 2        | 34.339 (1) | 1        | 34.326 (1) | 3      | Q    |
| 3      | Manon Veenstra   | Paesi Bassi   | 1        | 35.016 (3) | 1        | 35.178 (2) | 1        | 35.543 (4) | 9      | Q    |
| 4      | Laura Smulders   | Paesi Bassi   | 1        | 36.165 (4) | 2        | 35.128 (2) | 2        | 35.610 (3) | 9      | Q    |
| 5      | Alise Willoughby | Stati Uniti   | 1        | 34.892 (2) | 2        | 36.624 (7) | 1        | 34.833 (2) | 11     | Q    |
| 6      | Zoé Claessens    | Svizzera      | 2        | 36.235 (5) | 1        | 35.206 (3) | 1        | 34.848 (3) | 11     | Q    |
| 7      | Molly Simpson    | Canada        | 2        | 35.599 (2) | 1        | 35.953 (4) | 1        | 36.349 (5) | 11     | Q    |
| 8      | Axelle Étienne   | Francia       | 1        | 37.202 (6) | 2        | 36.244 (5) | 2        | 36.413 (4) | 15     | Q    |
| 9      | Mariana Pajón    | Colombia      | 1        | 36.802 (5) | 2        | 35.649 (3) | 2        | 40.796 (7) | 15     |      |
| 10     | Lauren Reynolds  | Australia     | 2        | 35.814 (3) | 2        | 35.917 (4) | 2        | 52.185 (8) | 15     |      |
| 11     | Daleny Vaughn    | Stati Uniti   | 2        | 36.181 (4) | 1        | 37.333 (6) | 1        | 36.910 (6) | 16     |      |
| 12     | Merel Smulders   | Paesi Bassi   | 2        | REL        | 1        | 37.459 (7) | 2        | 35.057 (2) | 19     |      |
| 13     | Nadine Aeberhard | Svizzera      | 1        | DNF        | 2        | 36.334 (6) | 2        | 36.517 (5) | 19     |      |
| 14     | Gabriela Bolle   | Colombia      | 2        | 37.232 (6) | 1        | 36.199 (5) | 1        | 37.795 (8) | 19     |      |
| 15     | Malene Kejlstrup | Danimarca     | 1        | 37.493 (7) | 1        | 37.861 (8) | 2        | 37.454 (6) | 21     |      |
| 16     | Sae Hatakeyama   | Giappone      | 2        | 37.600 (7) | 2        | 38.154 (8) | 1        | 37.207 (7) | 22     |      |
| Fonte: |                  |               |          |            |          |            |          |            |        |      |

### Finale
| Pos.    | Atleta           | Paese         | Tempo  |
| ------- | ---------------- | ------------- | ------ |
| Oro     | Saya Sakakibara  | Australia     | 34.231 |
| Argento | Manon Veenstra   | Paesi Bassi   | 34.954 |
| Bronzo  | Zoé Claessens    | Svizzera      | 35.060 |
| 4       | Laura Smulders   | Paesi Bassi   | 35.745 |
| 5       | Molly Simpson    | Canada        | 35.833 |
| 6       | Alise Willoughby | Stati Uniti   | 36.171 |
| 7       | Axelle Étienne   | Francia       | 36.273 |
| 8       | Beth Shriever    | Gran Bretagna | 36.496 |
| Fonte:  |                  |               |        |